# Bernard Moitessier
Vous lisez un « bon article » labellisé en 2011.
Pour les articles homonymes, voir Moitessier.
Bernard Georges Moitessier, né le 10 avril 1925 à Hanoï (Viêt Nam, à l'époque au Tonkin en Indochine française) et mort le 16 juin 1994 à Vanves, est un navigateur et écrivain français, auteur de plusieurs livres relatant ses voyages.
Il est l’aîné de cinq enfants ; il a trois frères et une sœur. Ses parents sont français : sa mère, artiste, est diplômée des Beaux-Arts, son père, commercial, diplômé d’HEC.
L’enfance et l’adolescence se passent à Saïgon (Ho Chi Minh Ville), agrémentées des trois mois de grandes vacances dans un village de pêcheurs du golfe de Siam, « entre mer et forêt » , où il noue une grande amitié et complicité avec les enfants des pêcheurs et développe un goût prononcé pour la vie proche de la nature. Les pêcheurs l’initient à la navigation sans instrument, en contact direct avec les éléments.
« Vagabond des mers du Sud » — comme il se surnomme lui-même dans le titre de son premier livre —, il a parcouru aussi bien l'Atlantique que le Pacifique. Il a fait escale aux Antilles, en Polynésie et en Nouvelle-Zélande, passé trois fois le cap de Bonne-Espérance et deux fois le cap Horn. Il a vécu une douzaine d'années entre Tahiti et les Tuamotu et a milité contre la nucléarisation du Pacifique sud, pour la désescalade nucléaire pendant la guerre froide et pour la plantation d'arbres fruitiers dans les villages français.
En 1968, il participe à la première course autour du monde, en solitaire et sans escale, le Golden Globe Challenge. Alors qu'il est annoncé vainqueur, il renonce à franchir la ligne d'arrivée, abandonne la course et continue, toujours sans escale, en direction de l'océan Indien. Après dix mois de navigation, son périple s'arrête en Polynésie. Quelques années après, il s'installe sur l'atoll d'Ahe, avec sa compagne Ileana et leur fils Stephan.
En 1972, l'Académie française lui décerne le prix Jean-Walter pour l'ensemble de son œuvre. Il reçoit également le Grand Prix Sport et Littérature de l'Association des écrivains sportifs en 1967.
Mort d'un cancer en 1994, il repose au cimetière du Bono situé dans le golfe du Morbihan, en Bretagne.

## Biographie

### Enfance et jeunesse
Bernard Moitessier naît le 10 avril 1925 à Hanoï, mais passe son enfance à Saïgon. Il est le fils de Robert Moitessier, diplômé d'HEC, et de Marthe Gerber, artiste, ancienne élève des Beaux-Arts. Aîné de trois frères et une sœur, il est élevé par son père de la même façon que celui-ci dirige son entreprise d'import-export : d'une main de fer. Pendant les vacances scolaires, les membres de la famille rejoignent un village de pêcheurs vietnamiens, près de Rạch Giá. Ils participent à la vie du village, aident les pêcheurs à préparer les lignes de pêche et embarquent parfois avec eux, découvrant ainsi une civilisation millénaire dont Bernard Moitessier restera toujours imprégné,. Il y connaît une existence proche de la population locale, connaissant parfaitement la langue et il sert même d'interprète à son père quand celui-ci part en tournée auprès de ses clients. Il apprend que la calligraphie chinoise permet aux Annamites et Cambodgiens de se comprendre malgré l'usage d'une langue différente.
À 15 ans, au vu de ses résultats scolaires catastrophiques, son père décide de lui faire intégrer une école d'agriculture. À 18 ans, il est contremaître dans une plantation d'hévéas, où il apprend l'amour de la terre, et à 19 ans, il est embauché dans l'entreprise familiale à vérifier les factures et les stocks. Mais il retourne rapidement dans le village où il passait ses vacances et décide, avec un ami, d'ouvrir une coopérative. Il est de retour à Saïgon lorsque la guerre s'y propage.

### La guerre
En 1940, les Japonais envahissent l'Indochine et Robert Moitessier, officier de réserve, est fait prisonnier. Bernard Moitessier arbore le drapeau français sur la façade de la maison familiale, et, arrêté avec sa mère et ses deux frères, manque d'être tué pour avoir esquivé la gifle d'un officier dans la prison où la famille reste retenue quelques semaines. En août 1945, le Japon capitule et toute la famille est relâchée, mais la flambée de violence continue et une guerre civile débute entre ceux qui veulent chasser les colons, ceux qui veulent rester fidèles à la France et les Français qui veulent garder leur rôle d'avant-guerre. C'est ainsi que les affrontements se succèdent. Bernard Moitessier fait d'abord partie d'une patrouille, puis est engagé comme matelot-interprète. Il participe parfois aux affrontements, en prenant bien soin de détourner son arme quand il est contraint de tirer sur quelqu'un. Après un an sous les drapeaux, il revient à la vie civile. Exemple et symbole de cette guerre fratricide, son frère Françou tue un de leurs amis d'enfance puis se suicide. Bernard réintègre l'entreprise paternelle pour une courte période, puis monte une entreprise de cabotage à la voile. Mais six mois plus tard, soupçonné de trafic d'armes par la sûreté française, il est contraint d'arrêter son activité florissante.

### Premiers voyages

Voyage du Snark.

Il visite pendant six mois l'Europe puis, rentrant de France, il rencontre Pierre Deshumeurs puis Jean-Claude Mounier, qui vient d'acquérir une vieille jonque qu'il a dénommée Snark, du nom du bateau de Jack London. Deshumeurs et Moitessier partent en 1951 en direction de l'Australie. Il leur faut pomper tous les jours pour évacuer l'eau qui s'infiltre par le calfatage et ils embarquent pour seul instrument de navigation, un sextant dont ils ne savent pas se servir. Même si l'entente n'est pas toujours excellente entre les deux marins, ils arrivent à Singapour après une escale dans les îles Anambas. Alors que les deux hommes auraient dû attendre l'autorisation des autorités de Jakarta, ils continuent en direction du détroit de Malacca, où ils se font arraisonner par les autorités indonésiennes. Soupçonnés d'espionnage, ils sont conduits jusqu'à Toboali (en). En y attendant l'autorisation de continuer, ils calfatent entièrement la coque pourrie du Snark, qui continue malgré tout à embarquer de grandes quantités d'eau. L'autorisation est finalement refusée et les autorités indonésiennes remorquent le voilier des deux aventuriers jusqu'à Singapour. De là, ils remontent jusqu'en Indochine où Bernard Moitessier récupère l'armement réutilisable du Snark devenu pourri de la quille jusqu'à la pomme du mât afin d'armer Marie-Thérèse, une jonque qu'il vient d'acheter.

### Marie-ThérèseI et II

Voyage de la Marie-Thérèse.

En 1952, il part à bord de son nouveau bateau. Pour rejoindre l'océan Indien, il passe par le détroit de Malacca, puis remonte laborieusement la mousson, tirant des bords quasiment parallèles, puis finit par toucher les alizés, en direction des Seychelles. Pouvant uniquement se positionner en latitude, Moitessier décide, pour savoir précisément où il se trouve, de courir sur le 7e parallèle, afin de passer entre les îles de l'archipel de Diego Garcia. Il espère ainsi que le calme sous le vent des îles lui annoncera la proximité des terres. Il s'y échoue en pleine nuit et son bateau est irrécupérable. Il se fait rapatrier à l'Île Maurice où il vit pendant trois ans.
Pendant ces trois années, recueilli par une famille mauricienne, la famille d'Emile Labat, vivant dans une maison en corail au bord de la plage entre Riambel et Souillac dans le sud de Maurice, il exerce de nombreux métiers. Conférencier, fabricant de charbon de bois, gérant d'une pêcherie et même pêcheur en apnée, avec fusil, harpon, masque et tuba — il se fait gravement mordre par un requin dans la passe de la rivière de Souillac. Il eût perdu un pied et son avenir de vagabond des mers s'il n'avait exigé d'être conduit en urgence à Curepipe où il fut opéré par Gérard Dufourmentel avec qui il entretint une amitié indéfectible. Après sa convalescence chez les Labat, il fut employé comme secrétaire au consulat de France. Cela lui permet, avec l'aide de nombreuses amitiés, de construire un nouveau bateau, le Marie-Thérèse II, construite de bric et de broc en compagnie d'un charpentier créole habitué à construire des « pirogues mauriciennes » à l'ombre des cocotiers.

Voyage de la Marie-Thérèse II.

En 1955, Bernard Moitessier part pour l'Afrique du Sud. Suivant le précepte de Baudelaire : « Si tu peux rester, reste, pars s'il le faut », il quitte Maurice avec un bateau tout juste bon à naviguer. Après une navigation mouvementée, il rejoint le port de Durban, où il se fait embaucher comme charpentier de marine.
S'ensuit alors un voyage bord à bord avec Wanda, le petit sloop d'Henry Wakelam, rencontré à Durban. Ensemble, ils font les poubelles du Cap, pour y trouver de vieilles aussières. Après avoir récupéré les brins non usés, ils les toronnent pour en faire des écoutes. Ils chassent au lance-pierre les cormorans pour améliorer le riz du bord et rivalisent de ruse pour s'équiper gratuitement. Ils partent ensuite ensemble pour un long voyage jusqu'aux Antilles, passant par les îles de l'Ascension, Sainte-Hélène et Fernando de Noronha.
Aux Antilles, ils rencontrent le futur architecte naval James Wharram, qui vient de traverser l'Atlantique Nord à bord d'un catamaran de 7,20 m, Tangaroa, et avec l'aide de ses deux compagnes, Jutta et Ruth. Bernard Moitessier l'aide à commencer la construction de Rongo, un autre catamaran de 12,20 m, aux concepts novateurs qui feront plus tard la réputation de l'architecte.
Alors qu'il est en mer, après une troisième nuit sans sommeil, Bernard Moitessier s'endort trop longtemps et fait naufrage sur l'île de Saint-Vincent, en 1958.

### Joshua

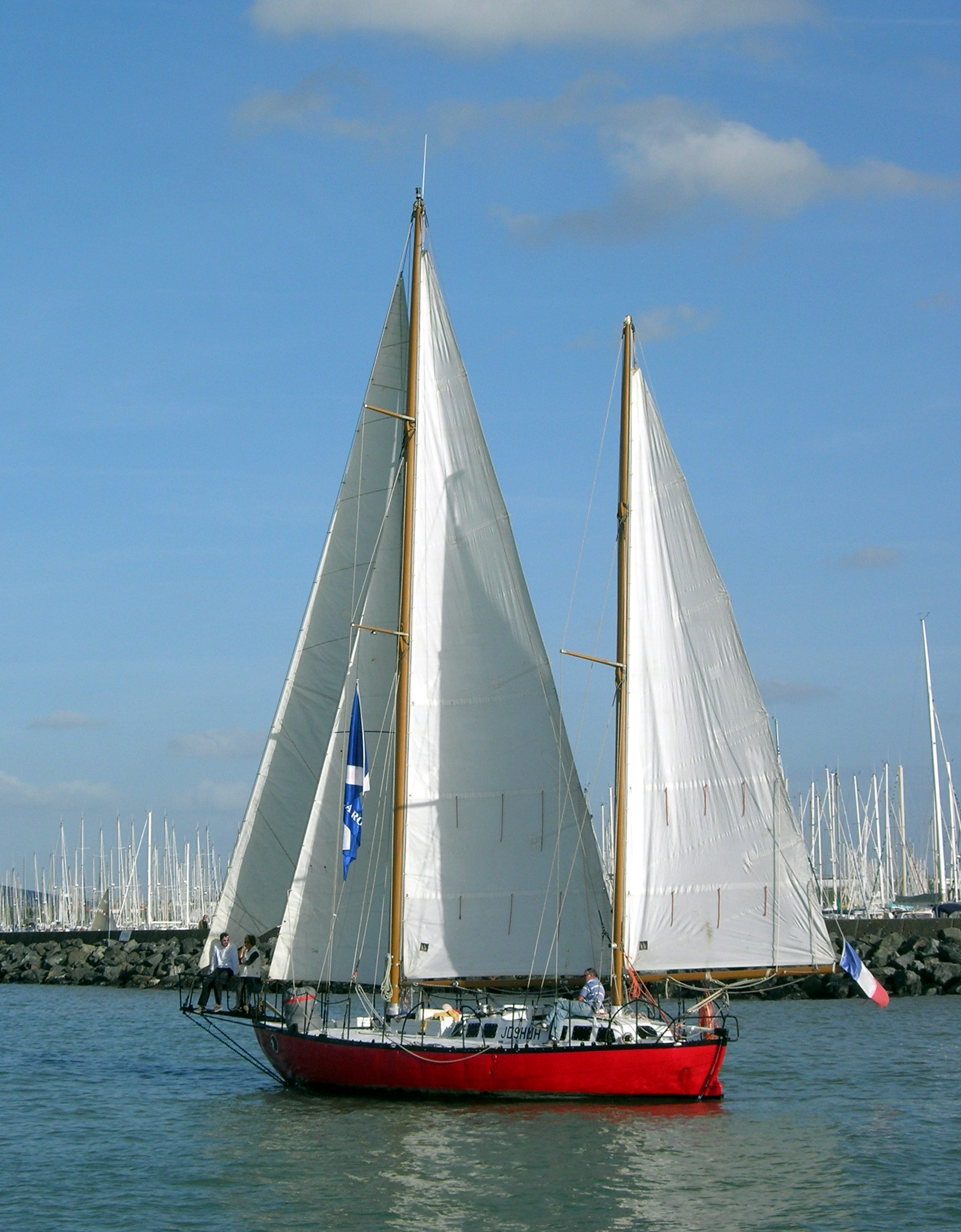
Le Joshua sous voile.

Alors qu'il souhaite d'abord fabriquer un bateau en bois et en papier pour rejoindre l'Europe, il trouve un emploi sur un pétrolier. Il débarque à Paris en 1958, sans un sou en poche et avec un hiver à affronter. Il y rencontre le journaliste Jean-Michel Barrault, qui lui conseille d'écrire un livre sur ses périples. En parallèle, il est embauché comme représentant médical pour les Laboratoires Midy, et sillonnant la France, de cabinet médical en cabinet médical, il commence à rédiger son manuscrit aux terrasses des bistros, où il trouve une ambiance propice à l'écriture.
En 1960 paraît Vagabond des Mers du Sud et, les ventes allant bon train, Bernard Moitessier prépare les plans de son futur bateau qu'il prévoit d'abord en bois moulé. Il l'appellera Joshua, en honneur du grand marin Joshua Slocum, qui réalisa le premier tour du monde en solitaire. L'architecte naval Jean Knocker — qui a lu Vagabond des Mers du Sud — propose au marin de dessiner gratuitement les plans de son bateau. Bernard Moitessier rencontre Françoise, la fille d'amis de ses parents. Déjà mariée, elle a trois jeunes enfants, Béatrice, Emmanuel et Hervé ; après son divorce, le couple se marie en 1961. La même année, Jean Fricaud, fabricant de pelles mécaniques (il créera plus tard le chantier META à Tarare), installé à Chauffailles en Saône-et-Loire, propose au couple de construire Joshua en acier au prix de revient. La construction commence en septembre 1961 et, rivalisant de débrouille et d'économie, Joshua est prêt en avril 1962 à prendre la mer, avec un petit moteur à son bord, des poteaux télégraphiques comme mât et des câbles EDF en gréement dormant.
Bernard Moitessier propose alors des stages d'école de croisière. Parmi ses stagiaires, figurent Nicole van de Kerchove et Thierry Dalberto qui racontera l'aventure de ce premier voyage de Joshua dans son livre Girolata.
En 1963, Bernard et Françoise Moitessier quittent le port de Marseille, pour un voyage de noces. Ils prennent le détroit de Gibraltar et se dirigent vers les îles Canaries où il retrouve Pierre Deshumeurs, le compagnon du Snark. Les enfants de Françoise les rejoignent le temps des vacances scolaires. Les Moitessier poursuivent ensuite vers les Antilles, puis le canal de Panama, avant de s'arrêter longuement dans l'archipel des Galápagos, où certaines îles reculées de toutes civilisations accueillent une faune et une flore exceptionnelles qui retiennent l'attention du couple. Ils rejoignent ensuite la Polynésie française où ils restent plusieurs mois.

### «La route logique»

Voyage du Joshua - « La route logique ».

Pour rentrer en France et retrouver les enfants, deux routes maritimes s'offrent alors au couple : rentrer par l'ouest et le Pacifique puis passer le détroit de Torrès, rejoindre le canal de Suez pour entrer en mer Méditerranée, ou passer par le cap Horn, car le marin sait que son bateau est fiable et performant. Alors qu'il regarde par-dessous le petit globe que les enfants leur ont offert, Françoise éclate en sanglots : « Bernard… regarde-moi… tu ne veux pas rentrer par là-bas ?… » Le marin sait que son bateau, même s'il sancit — c'est-à-dire bascule par devant ou derrière, plutôt que sur le côté — et qu'il peut alors démâter, pourra toujours rentrer sous gréement de fortune dans un port du Chili et passer le canal de Panama après réparation. Françoise accepte finalement la route par le cap Horn qu'ils appellent « La route logique ».
Après avoir installé une coupole métallique avec cinq hublots, des bastaques pour compenser l'effort de trinquette, retiré l'hélice en plongée, fait des stocks de citrons et autres produits frais, rempli un des réservoirs d'eau de vêtements secs, s'être équipé d'une radio de secours et d'allumettes, Joshua quitte la Polynésie en novembre 1965, après plus de trois mois de préparatifs. Même si Françoise a une grande confiance en son mari, elle écrira plus tard que pour elle, la route logique semblait être celle qui passe à dix mille mètres au-dessus de la mer, à bord d'un confortable jet Air France.
Après avoir essuyé six jours de tempête pendant laquelle il barre en permanence, le couple double le cap Horn dans la nuit du 10 au 11 janvier 1966 ; ils ont failli sancir quelques jours plus tôt. Le 29 mars 1966, le bateau fait son entrée dans le port d'Alicante. Après 126 jours de mer et 14 216 milles parcourus, Bernard et Françoise Moitessier battent ainsi le record de la plus longue traversée à la voile et sans escale.
Ils obtiennent avec cette navigation exceptionnelle la Blue Water Medal de l'année 1966.
En 1967 à l'occasion du salon nautique de Paris, paraît le livre Cap Horn à la voile qui retrace le parcours du couple depuis la France jusqu'en Polynésie, puis le retour par la pointe sud de la Terre de Feu.

### La Longue Route

Voyage du Joshua - « La Longue Route ».

Après une nouvelle saison d'école de voile, l'auteur est rongé par les remords d'avoir bâclé son dernier livre. En effet, pour que celui-ci puisse paraître durant le salon nautique, l'auteur a travaillé rapidement, et il se reproche d'avoir simplement recopié son journal de bord dans toute une partie du livre. Au bord du suicide, il décide de se racheter en écrivant un autre ouvrage. « Un livre tout neuf et tout propre qui raconterait un nouveau voyage... une traversée gigantesque aux dimensions de l'Alliance. » Il travaille tout l'hiver et le début du printemps 1968 à la préparation de son bateau pour un tour du monde en solitaire et sans escale. Il en profite pour réécrire les trois derniers chapitres de son livre et informe son éditeur de sa volonté de le modifier lors d'une nouvelle édition, même lointaine.

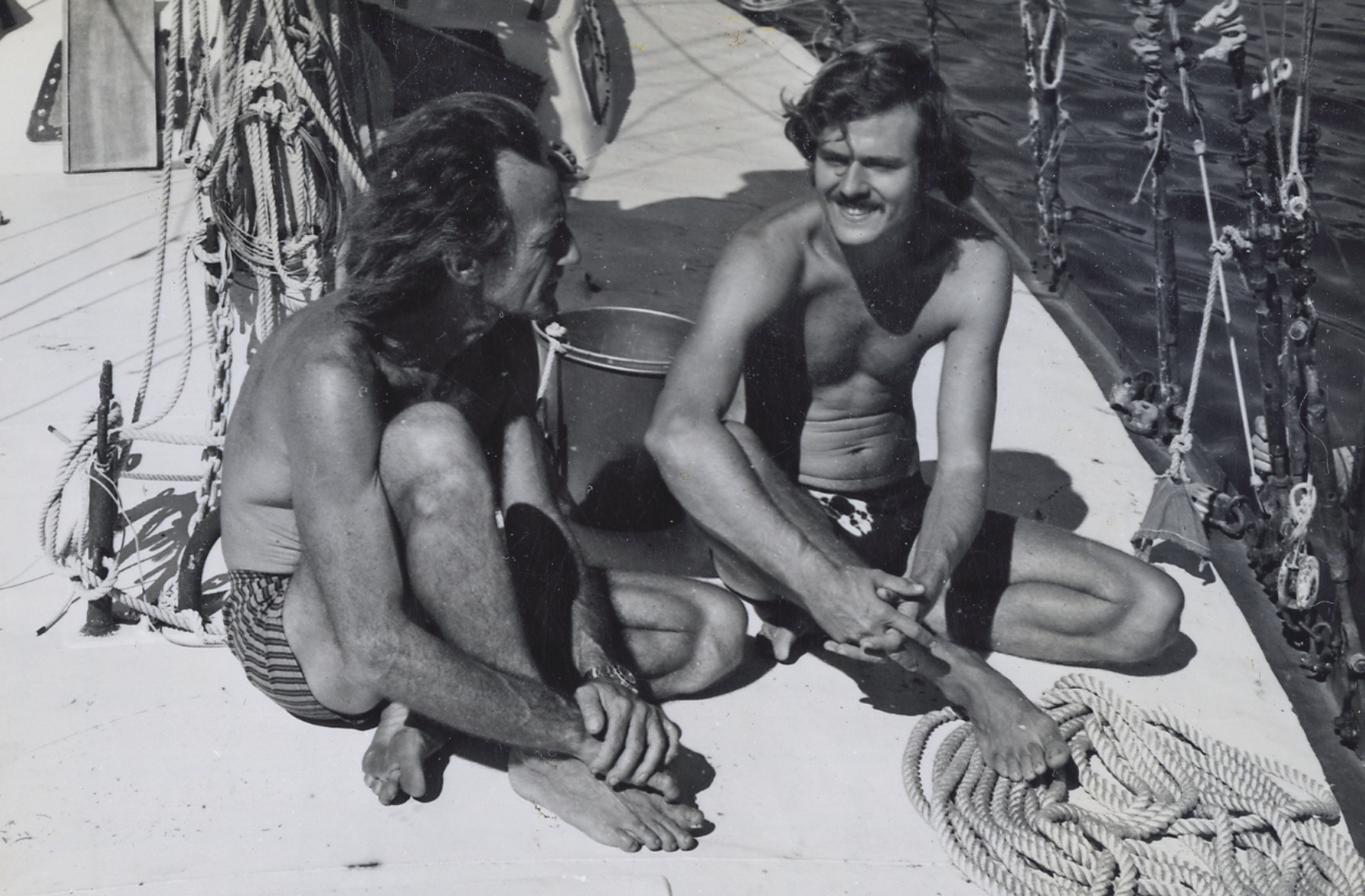
Bernard Moitessier (à gauche) avec le traducteur américain William Rodarmor à bord du voilier Joshua en 1971. Ils se sont rencontrés à Tahiti, sont devenus amis et Rodarmor est devenu le traducteur de Moitessier pour plusieurs livres, traduisant d'abord La Longue Route.

Apprenant qu'un Anglais, Bill King, prépare le même voyage, un quotidien anglais, le Sunday Times, organise une course au règlement simplifié : chacun partira entre le 1er juin et le 31 octobre du port anglais de son choix ; il suffira ensuite de boucler le tour du monde par les trois caps, sans toucher terre et sans assistance. Deux récompenses à la clé : un chèque de 5 000 livres sterling pour le plus rapide, et un trophée (le Golden Globe), au premier arrivé.
Ayant tout d'abord refusé de participer à cette course, Bernard Moitessier finit par accepter, mais décline l'offre du Sunday Times d'emporter une radio. Il part le 22 août 1968 de Plymouth, en Angleterre, en même temps que Loïck Fougeron sur Captain Browne. Très vite, Moitessier n'est plus dans l'esprit d'une compétition. Il profite des calmes de l'océan Indien comme d'un bienfait, et passe ses journées à nourrir les oiseaux. Quand il pousse son bateau au maximum, rajoutant des bonnettes sous la trinquette, c'est pour voir Joshua avaler les milles et ne pas rester trop longtemps sous les hautes latitudes, où il ne fait pas bon de traîner. Quand il s'inquiète de savoir où sont les autres, avec qui il s'est préparé à Plymouth, c'est par peur qu'il ne leur soit arrivé quelque chose. Et le marin passe le cap Leeuwin, au large de l'Australie, puis le cap Horn. Il commence alors à remonter vers le nord, pour s'éloigner de la zone des icebergs, se reposer et décide de continuer vers le Pacifique. Il expliquera plus tard : « Le bateau c'est la liberté, pas seulement le moyen d'atteindre un but. »
Alors que tout le monde l'attend en vainqueur (au train où il avance, il dépassera bientôt Robin Knox-Johnston, parti bien avant lui), Moitessier, passant pour la seconde fois le cap de Bonne-Espérance et alors qu’il a déjà effectué un tour complet du monde, catapulte à l'aide d'un lance-pierre un message sur un cargo, le 18 mars : « Je continue sans escale vers les îles du Pacifique, parce que je suis heureux en mer, et peut-être aussi pour sauver mon âme ». Pour lui, partir d'Europe pour revenir en Europe, c'était comme partir de nulle part pour revenir nulle part. Il attire une vedette de surveillance à l'aide d'un miroir, et y lance un sac étanche rempli de lettres pour sa famille, de rouleaux de film, d'une copie de son journal de bord et de cassettes audio, à destination de son éditeur, Jacques Arthaud.
Le 21 juin 1969, trois mois et trois jours après ce message, après avoir traversé une nouvelle fois l'océan Indien, passé le cap Leeuwin une deuxième fois, mis quatre fois les mâts dans l'eau au cours d'une tempête, Bernard Moitessier renonce à passer encore le cap Horn, et Joshua rejoint le port de Papeete. Les plaisanciers voient passer la longue carène aux traînées de rouille. Bernard Moitessier jette une ancre, lance les amarres. Parmi ceux qui les saisissent, Pierre Deshumeurs, avec qui, 18 ans plus tôt, il avait tenté de rejoindre l'Australie en partant d'Indochine sur le Snark. Après 300 jours de mer, le périple est fini. Il pulvérise le record de la plus longue traversée en solitaire sans escale, avec quelque 37 455 milles parcourus, soit 69 367 kilomètres, un tour du monde et demi.
Quant au Golden Globe Challenge, c'est Knox-Johnston, arrivé le 12 avril à Falmouth, après 313 jours de mer, qui remporte les deux trophées, puisqu'il est le seul à terminer la course. Sur neuf partants, il n'y a que lui qui revient. Fougeron et Bill King abandonnent. Quant à Donald Crowhurst, son bateau est retrouvé, le 10 juillet 1969, à la dérive et sans son skipper. À bord, on retrouve son livre de bord qui indique qu'il n'a en fait jamais quitté l'Atlantique. Il y avoue aussi son imposture, et son suicide. C'est se croyant rattrapé par Crowhurst, qu'un autre concurrent, Nigel Tetley, désagrège son trimaran en remontant l'Atlantique ; il touche néanmoins un prix de consolation de 1 000 £ des mains des organisateurs. Knox-Johnston laissera la bourse de 5 000 livres sterling à la famille endeuillée de Crowhurst.
Il faut plus de deux ans, alors que son éditeur ne lui en donnait qu'un, pour que Bernard Moitessier narre les dix mois passés seul en mer. Il passe ces deux années à recréer « le fidèle reflet du fabuleux sillage ». Alors qu'il va remettre le manuscrit à son éditeur, celui qui a écrit : « Je n'ai pas lu la Bible. C'était écrit trop petit. », rajoute un ultime chapitre. Il y explique alors pourquoi il lègue tous ses droits français et étrangers sur ce livre — qui s'appellera La Longue Route — au pape afin d'« aider à la reconstruction du monde, ». Et si le Vatican ne veut pas de cet argent, la somme ira à l'organisation non gouvernementale Les Amis de la Terre. En moins de trois ans, les ventes dépassent les cent mille exemplaires, et le livre devient rapidement une référence dans le domaine de la littérature maritime, comme son premier livre, Vagabond des mers du Sud.

### La Polynésie

#### L'atoll d'Ahe

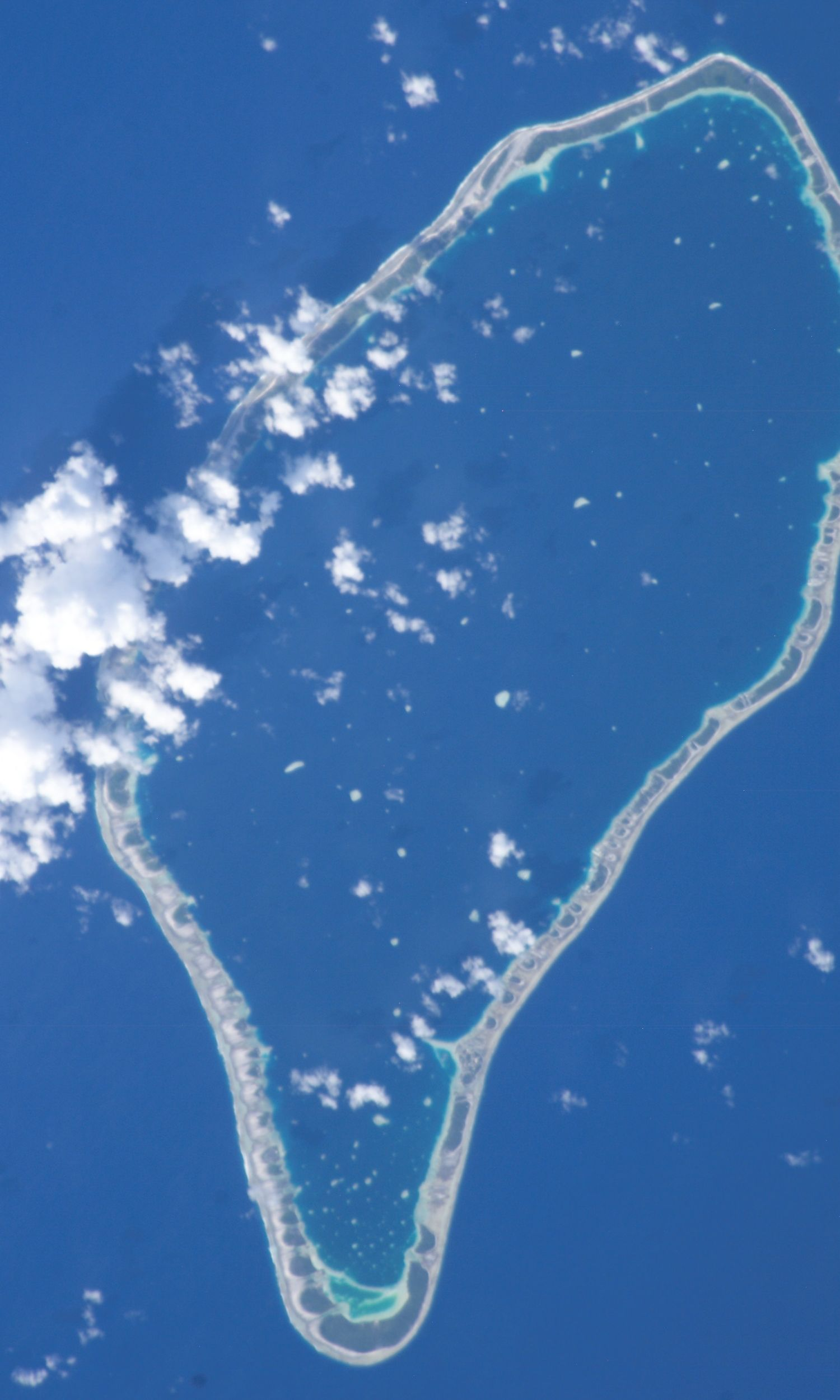
L'atoll d'Ahe.

Huit mois avant de finir La Longue Route, il rencontre Ileana Draghici. En octobre 1971, elle accouche prématurément de jumeaux dont un seul survit : Stephan. Après une grande période d'oisiveté à regarder grandir son enfant et essayer de préserver le port de Papeete de l'avancée du béton, Bernard Moitessier réarme Joshua, qui a été privé de soins pendant près de trois ans. Il lui faut un an pour être prêt à repartir. Il met alors le cap sur la Nouvelle-Zélande. Passant par Suwarrow, un atoll de Polynésie où vit Tom Neale, il est émerveillé de voir comment cet homme de 72 ans survit seul en autarcie sur cet atoll en cultivant son jardin et élevant ses poules. Il gagne la Nouvelle-Zélande, puis s'ensuit un voyage en Israël, où il rejoint une communauté dirigée par un de ses amis. Travail spirituel, travail de méditation, et travail de la terre sont le quotidien. Il y reste quelque temps avant d'aller en France, où il rencontre Jacques-Yves Le Toumelin. Il retrouve à Hong Kong les saveurs de l'Asie, puis ramène Joshua à Tahiti, rejoignant Ileana et Stephan qu'il avait laissés pour cette longue escapade.
En 1975, le couple décide de s'installer sur un atoll de Polynésie, Ahe. Le but est de donner à Stephan un cadre de vie proche de la nature, et Bernard Moitessier veut aussi prouver que sur un atoll réputé stérile, il est possible de faire pousser avocatiers, légumes et manguiers. Il s'était offusqué auprès de son ami et journaliste Dominique Charnay que chaque atoll de Polynésie restât en état de dépendance alimentaire. Après un bref séjour pour évaluer le projet, Bernard Moitessier y retourne, avec Joshua chargé de madriers, tôles métalliques et terre végétale. Il y construit son faré en poutres d’arbres de l’atoll avec cloisons et toiture en feuilles de palmes tressées, alors que la mode sur les atolls est de construire des cases en dur, couvertes de tôles ondulées, transformant l'habitat en serre surchauffée, et ce pour un coût très élevé, tous les matériaux provenant de Tahiti, et étant acheminés par goélette. Un atelier pour qu'Ileana fabrique ses pareos est aussitôt construit, vient ensuite le jardin et le parc à poissons,.
En amenant une pastèque de 18 kilos à la réunion dominicale du village, il prouve qu'il est possible de cultiver sur cette terre aride, mais il a du mal à faire passer ses messages : alors qu'il explique que la vie organique dans l'humus fournit un engrais naturel et gratuit, les Polynésiens continuent de brûler les palmes sèches et autres débris végétaux tombés par terre. Pendant qu'il montre qu'un verre de pétrole lampant dans les citernes d'eau suffirait à détruire les larves de moustiques privées d'oxygène, une enfant de trois ans meurt de la dengue. Un des gros coups que Bernard Moitessier a tenté sur l'île fut l'acheminement d'une vingtaine de chats pour éradiquer la population de rats qui détruit les cocotiers, privant les atolls d'une de leur principale ressource, le coprah. Malheureusement, au lieu de laisser un peu grossir les chatons en les nourrissant avant de les lancer à l'attaque des rats, les habitants du village les abandonnent. Face à ce fiasco, le marin et Ileana, malgré leur bonne intégration dans la communauté, sont découragés par tant d'indolence. Son surnom, Tamata, qui signifie « essayer » en polynésien, reflète bien ce que Bernard Moitessier a tenté sur l'île. Toutefois les éthologistes affirment que si les chats avaient pu grandir, ils s'en seraient d'abord pris aux oiseaux de l'île, plus faciles à chasser que les rats, comme cela s'est déjà passé ailleurs, par exemple aux îles Kerguelen.
En 1978, après avoir réussi son pari de cultiver et faire pousser toutes sortes de légumes sur l'île, la famille quitte Ahe pour aller s'installer à Moorea, la petite sœur de Tahiti. Ileana continue de fabriquer ses paréos, Bernard s'occupe de l'entretien de Joshua, tout en préparant une lettre pour les maires de France, les incitant à planter des arbres fruitiers dans les villages.

#### Arbres fruitiers
Comme Moitessier est à nouveau en train de rentrer dans une période de torpeur, Ileana estime qu'il faut quitter la Polynésie. Elle pense que tant que Joshua n'aura pas retrouvé sa splendeur d'avant, rien ne sera possible. Bernard Moitessier essaie déjà depuis des années d'écrire un nouveau livre, mais rien ne sort. Le couple décide ensuite qu'ils partiront pour l'Amérique. Bernard veut profiter des images qu'il a tournées pendant « La Longue Route » pour rétablir ses finances. Il rejoint alors Papeete, et rencontre les quatre propriétaires du ketch Kim, qui accompliront un merveilleux voyage en Terre Adélie. Entre eux se tisse immédiatement un courant d'amitié, et ils sont cinq pour reprendre entièrement le pont de Joshua et le remettre à neuf. Deux semaines plus tard, Bernard Moitessier revient à Moorea avec un bateau rénové. Sur les cirés, le marin a écrit au feutre : « Tout ce que les hommes ont fait de beau et de bien, ils l'ont construit avec leurs rêves… »
En 1980, prêt à partir pour la Californie, Bernard expédie la lettre qu'il avait préparée pour différents journaux de France, appelant les maires des communes à planter des arbres fruitiers le long des routes dans tous les villages de France à la place des habituels arbres ornementaux improductifs. Comme il lui semble que les mots ne suffiront pas à faire bouger les choses, il joint la promesse d'un chèque de 15 000 francs au premier maire qui répondra et utilisera cet argent pour mettre en œuvre ce projet. Mais rien ne se passe. L'auteur relance la presse ; certains journaux lui répondent que la chose ne les intéresse pas, mais Le Figaro finit par publier l'appel. Suit alors Le Nouvel Observateur, puis Le Sauvage, Voiles et Voiliers, et VSD. Grâce à l'appui du chanteur français Antoine que Bernard avait rencontré à Suwarrow, Antenne 2 reprend la balle au bond, et s'ensuit une série d'émissions sur France Inter. Le maire de Lachelle, dans l'Oise, est le premier à répondre et s'engage à planter les arbres fruitiers. Bernard lui envoie le chèque promis ainsi que des sommes plus limitées et une lettre d'amitié à une soixantaine d'autres maires ayant eux aussi répondu à son appel.

### La Californie

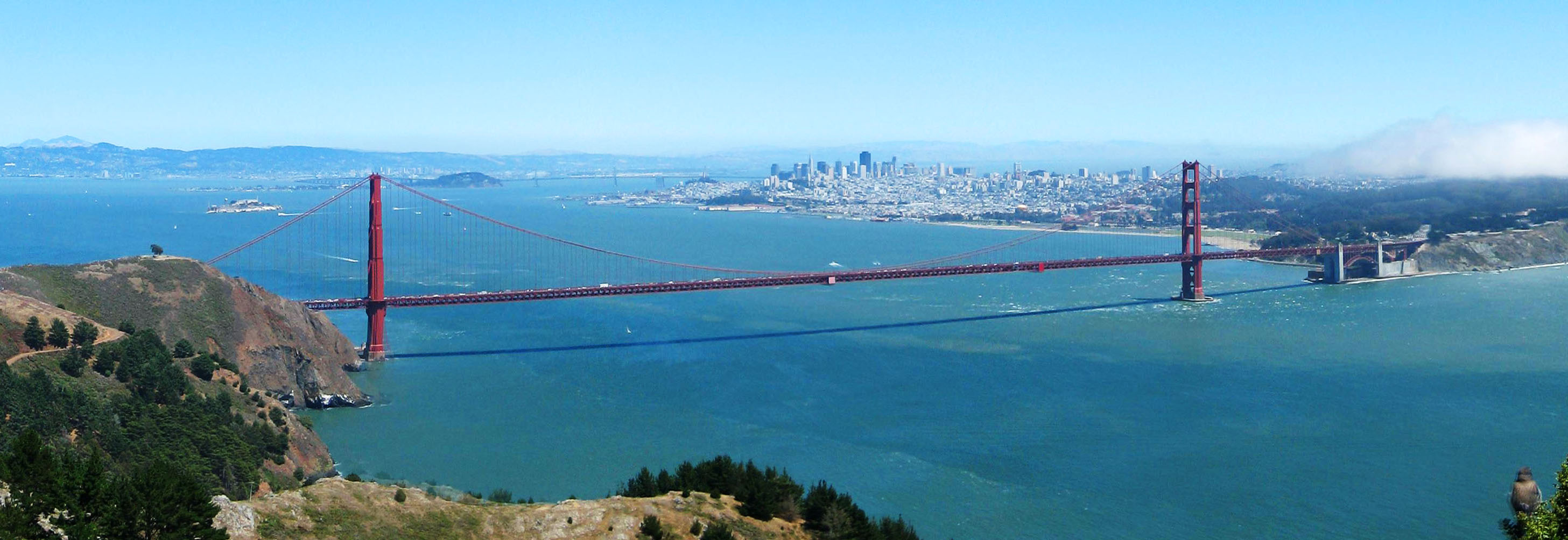
San Francisco et le Golden Gate.

Arrivé en Californie, Bernard Moitessier tente de rétablir ses finances, mais l'Amérique est un lieu difficile pour cela : malgré ses difficultés pour travailler avec un visa touristique, le marin arrive tout de même à projeter le film qu'il a monté à partir des images tournées pendant La Longue Route, et l'utilise comme support pour faire passer plusieurs messages : planter des arbres fruitiers partout où c'est possible, et, en pleine guerre froide, l'utilité d'une désescalade nucléaire, même unilatérale.
Deux ans après son arrivée aux États-Unis, Moitessier est contraint de partir. Bien qu'impressionné par ce pays où tout le monde relève les manches pour travailler, il lui a été difficile de s'y refaire une santé financière : après s'être essayé comme conférencier, il travaille pour un entrepreneur en travaux publics pour payer l'école de Stephan et la marina qui accueille Joshua. Des amis de passage lui offrent de nouvelles voiles, Ileana et Stephan restent en Californie, et il part avec l'acteur Klaus Kinski, qui rêve un jour de s'acheter un voilier. Il le déposera au Mexique, et continuera vers le Costa Rica pour commencer la rédaction de son livre.

### Le naufrage deJoshua

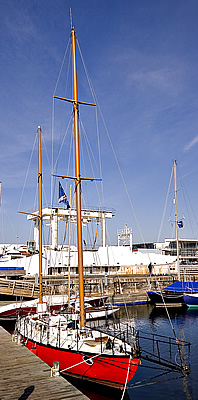
Joshua, en restauration au Musée maritime de La Rochelle.

Le 8 décembre 1982, alors qu'ils font une halte dans la baie de Cabo San Luca, au Mexique, Bernard Moitessier tente d'expliquer à Kinski les secrets de la navigation astronomique. Surpris par un cyclone tropical hors-saison, le bateau est drossé à la côte, démâte puis se remplit de sable. Vingt-cinq bateaux sont massacrés dans la nuit dont les carcasses gisent sur la plage. Bernard Moitessier est recueilli par un couple qui l'aide à récupérer tout le matériel de Joshua. Pendant que, sortis des entrailles du bateau, les billets de banque sèchent au soleil, le marin vide son bateau du sable. Puis, « Marée haute… le bulldozer pousse de toute sa puissance… le chalutier tire à mort… premier crissement du sable sous la coque… ce n'est déjà plus vraiment une épave… Joshua glisse tout doucement vers la vie… un long hourra s'élève de la foule des curieux venus assister au miracle… et deux minutes plus tard le bateau magique se balance au bout de son ancre. Et mon cœur éclate de joie ».
Après ce sauvetage, Joshua, bien que cabossé, ne prend pas l'eau. Mais il est dans un tel état que Bernard Moitessier n'a ni les moyens financiers ni la force de tout reconstruire et préfère s'en séparer. Il l'offre à deux jeunes américains qui l'ont aidé à sauver le bateau. Ceux-ci le remettent en état et naviguent avec lui quelques années, puis cèdent le bateau à une navigatrice américaine. Le voilier considéré comme mythique est ensuite racheté et restauré par le Musée maritime de La Rochelle. Il est désormais, avec quelques autres bateaux remarquables, classé monument historique et navigue encore plusieurs mois par an. On peut toujours y voir, sur la coque tribord, les bosses résultant du naufrage au Mexique.

### «La bête»
Grâce à un courant de solidarité aux États-Unis et en France par l'intermédiaire de nombreux amis, un appel à verser des dons permet au marin d'acquérir un nouveau bateau.  Il est bâti en Amérique par John et Ned Hutton qui construisent des bateaux en acier. Rick Wood  propose son chantier de Richmond. Bernard les avait tous rencontrés en Polynésie. Ugo Conti, rencontré à Suvarov, fournit l'argent pour l'achat de la tôle. Une personne qui a suivi ses cours de navigation en Amérique lui offre un poteau télégraphique que Scott Wood lui taille en mât à la tronçonneuse et au rabot. Un autre lui propose un moteur contre une navigation vers Hawaï sur le nouveau bateau. En France, par l'intermédiaire de Dominique Charnay et Jean-Michel Barrault, Voiles et Voiliers lance un appel à contribution et les chèques arrivent pour renflouer la caisse de bord. En 1983, quelques mois après le naufrage du Joshua, le bateau est prêt à être mis à l'eau, et Bernard l'appelle de son surnom tahitien : Tamata.
S'ensuit alors, à l'âge de 58 ans, un départ pour Hawaï, où Bernard Moitessier rêve toujours de trouver l'inspiration pour son livre qu'il n'a toujours pas pu commencer. Il y reste huit mois, pendant lesquels il continue à œuvrer pour la désescalade nucléaire. Il rejoint Tahiti, puis, en septembre 1985, retourne à Suwarrow avec une femme qui sera sa compagne jusqu'à sa mort, Véronique Lerebours.
En 1987, Philippe Jeantot crée le Vendée Globe, course autour du monde en solitaire et sans escale, dans la même lignée que le Golden Globe. Bernard, aux côtés de Robin Knox-Johnston, assiste à la conférence de presse organisée pour annoncer officiellement la création de la course. Il accepte également d'être le parrain de la première édition.

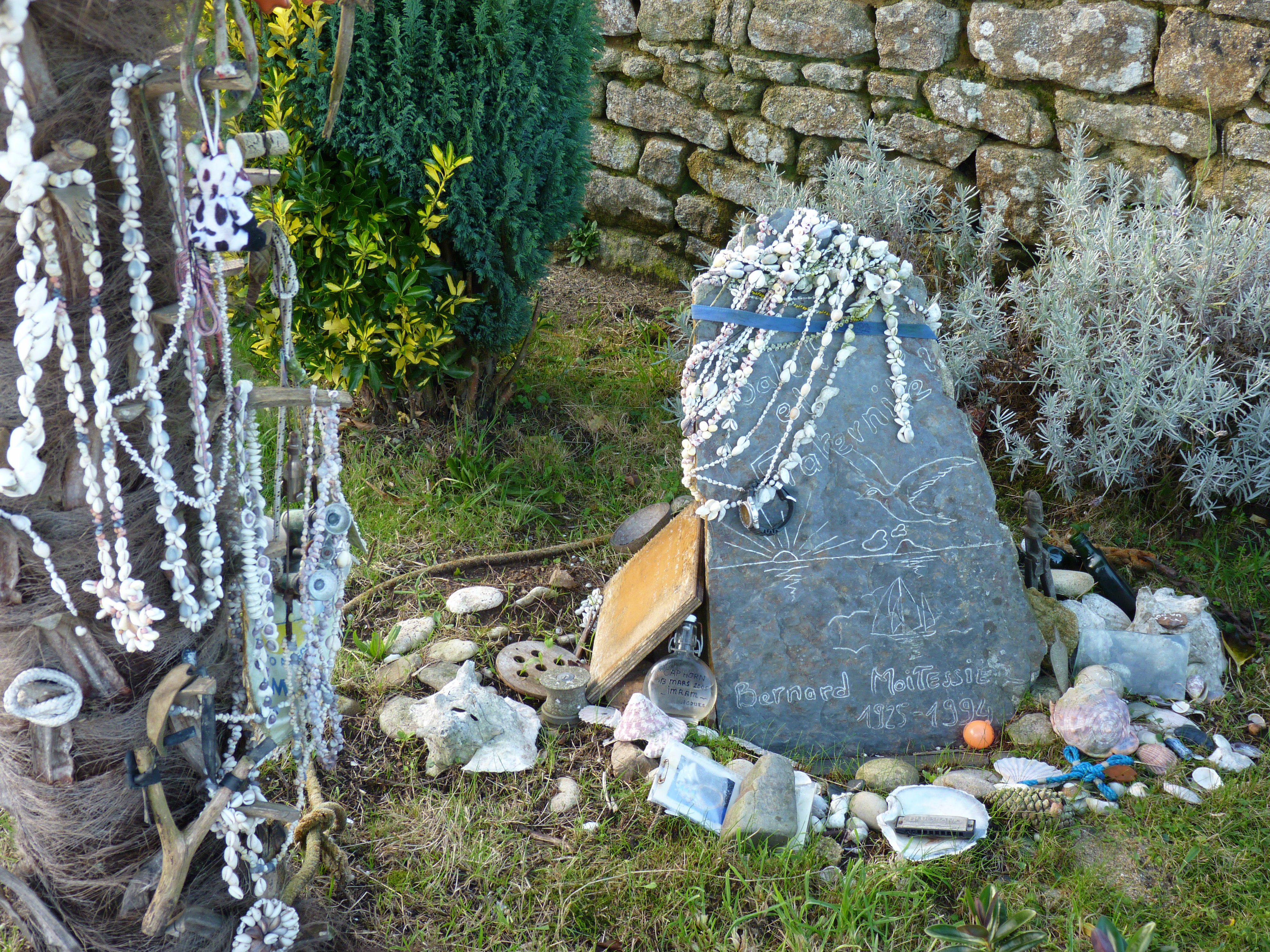
La tombe de Bernard Moitessier, dans le cimetière du Bono.

Alors qu'il y a maintenant dix ans que Bernard Moitessier tente de commencer sa biographie, il s'installe en banlieue parisienne chez Véronique, où il peut alors réellement travailler. Il lui faut huit ans pour finir Tamata et l'Alliance. Entre la difficulté d'écrire son passé en Indochine, les retours en Polynésie pour voyager sur Tamata, le marin doit en plus faire traiter un cancer de la prostate déclaré en mai 1988. Il accepte la fatalité, espérant que la maladie, qu'il surnomme « la bête », lui laissera tout de même le temps de finir son livre. En 1990, Joshua est convoyé à La Rochelle avec son célèbre propriétaire à la barre.
En 1993 paraît Tamata et l'alliance aux éditions Arthaud et le livre connaît rapidement un grand succès. Malgré une grande fatigue, Moitessier se rend au salon nautique de Paris où il dédicace son livre et y retrouve Marie-Thérèse, son amour de jeunesse dont il avait donné le nom à ses deux premiers bateaux. En février 1994, Voiles et Voiliers propose à Moitessier de l'emmener au Viêt Nam sur les lieux de son enfance, qui le plonge dans le drame du suicide de son frère. Dans son dernier ouvrage, il écrit à propos de ce drame : « On ne se trompe jamais en pardonnant ! ». Il retrouve alors Saïgon et le village de ses vacances. Après une attaque de choléra, Moitessier rentre en France où le cancer le ronge de plus en plus. Avant sa mort, il multiplie les gestes de générosité, notamment auprès de l'océanographe Anita Conti.
Bernard Moitessier meurt à Vanves le 16 juin 1994, des suites de son cancer. Son corps est enterré au cimetière de la commune du Bono, dans le Morbihan, où un hommage lui est rendu. Lors de l'inhumation, toutes les femmes qu'il a aimées et qui l'ont aimé, sont présentes : Marie-Thérèse, Françoise, Ileana et Véronique. Joshua, convoyé depuis La Rochelle, est également présent.

## Influences

### Influences reçues

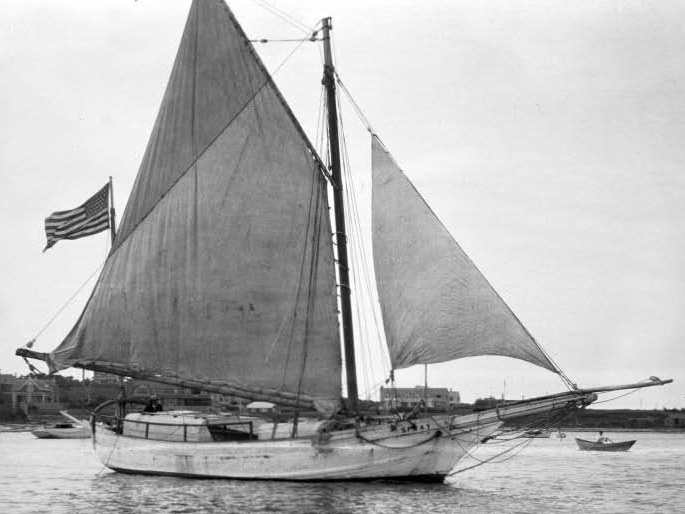
Le Spray avec lequel Joshua Slocum fit le premier tour du monde en solitaire.

De son propre aveu, Bernard Moitessier, en quittant le Viêt Nam, ne connaissait qu'Alain Gerbault, Éric de Bisschop et Henry de Monfreid : « C'était bien suffisant, chacun d'eux ayant navigué sur des bateaux très différents : voilier de type européen, jonques chinoises, catamarans et boutres arabes. Slocum, Voss et Pidgeon sont venus plus tard, je ne connaissais même pas le nom de ces grands maîtres. »
Il a également rencontré Marcel Bardiaux dans l'océan Indien lors de son premier tour du monde avec son voilier Les 4 Vents.[réf. nécessaire]
Joshua Slocum a été le premier circumnavigateur. Il a montré qu'un marin expérimenté pouvait faire seul le tour du monde sur un voilier, avec de petits moyens. C'est en son honneur que Bernard Moitessier a nommé un de ses bateaux Joshua.

### Postérité
Par son école de voile et par ses livres, Bernard Moitessier a suscité la vocation de la mer à de nombreuses personnes, et beaucoup se présenteront ensuite comme ayant voulu prendre la mer à la lecture de La Longue Route, ou bien de Vagabond des Mers du Sud. Nicole van de Kerchove qui boucle un tour du monde en partant avec très peu d'expérience, Titouan Lamazou, Isabelle Autissier ou Gérard Janichon sont parmi les plus connus. On peut citer aussi Pierre Auboiroux ou de nombreux autres navigateurs restés dans l'anonymat, partis seuls ou en famille.

#### Publications
- En 2023, Mathieu Siam et Thibaut Lambert publient un roman graphique intitulé : ... Je continue, un récit librement inspiré de la vie de Bernard Moitessier[49].
- En 2025, Stéphane Melchior, Younn Locard et Joal Grange adaptent le récit de Moitessier La Longue Route en bande dessinée[50].

#### Prix Bernard-Moitessier
Créé en 2009, le prix Bernard-Moitessier récompense un ouvrage en langue française sur le thème du voyage réel ou imaginaire. Il est attribué dans le cadre des prix littéraires Le Long Cours du Bono.

## Œuvres

### Œuvres littéraires
: document utilisé comme source pour la rédaction de cet article.
- Vagabond des mers du Sud, Paris, Arthaud, 2004 (1re éd. 1960) (ISBN 978-2-7003-9610-2).
  - Édition ultérieure : Vagabond des mers du Sud, Paris, Arthaud poche, coll. « J'ai lu », 2012, 411 p. (ISBN 978-2-290-05457-4).
- La Longue Route : seul entre mers et ciels..., Paris, Arthaud, 1971, 315 p. (ISBN 2-7003-9654-5).
  - Édition ultérieure : La Longue Route : seul entre mers et ciels..., Paris, J'ai lu, 1994, 433 p. (ISBN 2-277-23738-8).
- Tamata et l'Alliance, Paris, Arthaud, 1993, 401 p. [détail des éditions] (ISBN 2-7003-1031-4). 
  - Édition ultérieure : Tamata et l'Alliance, Paris, Arthaud, 2002, 463 p. [détail des éditions] (ISBN 2-7003-1031-4).
- Cap Horn à la voile : 14216 milles sans escale, Paris, J'ai lu, 1995 (1re éd. 1967), 375 p. (ISBN 2-277-24038-9).
- Voile, mers lointaines, îles et lagons, Paris, Arthaud, 2002 (1re éd. 1995) (ISBN 978-2-7003-1326-0).

### Filmographie
- La Longue Route, film documentaire de 27 minutes sur le tour du monde sans escale avec le Joshua, d'août 1968 à juin 1969 Tourné par Bernard Moitessier, le film est commercialisé dans les années 1970 sous le format VHS. Éditrice Incontri Nautici - Rome, Italie.

### Sources bibliographiques
- Jean-Michel Barrault, Moitessier, le long sillage d'un homme libre, Éditions du Seuil, 2004, 217 p. (ISBN 978-2-02-062186-1, lire en ligne).
- Dominique Charnay, Moitessier : le chemin des îles, Grenoble, Glénat, 1999 (ISBN 978-2-7234-2853-8).
- Philippe Jeantot, Au bout de mes rêves, Paris, Arthaud, coll. « Mer », 1991, 212 p. (ISBN 978-2-7003-0956-0).
- Marie-Jeanne Krafft, La Vie de Bernard Moitessier à travers son thème astral, Saint-Malo, L'Ancre de marine, 1994, 108 p. (ISBN 978-2-905970-79-4).
- Véronique Lerebours, Bernard Moitessier au fil des rencontres, Paris, Arthaud, 2004 (ISBN 978-2-7003-9579-2). Recueil de témoignages de personnes qui ont croisé le chemin du marin.
- Françoise Moitessier de Cazalet (préf. Alain Bombard), 60 000 Milles à la voile, L'Ancre de marine, 1999, 219 p. (ISBN 978-2-84141-131-3, lire en ligne).

### Bande dessinée
- 2023 : Mathieu Siam et Thibaut Lambert, ... Je continue, éditions Michel Lafon, 120 p.  (ISBN 978-2-7499-5019-8)
- 2025 : Stéphane Melchior (scénario), Younn Locard (dessin) et Joal Grange (couleurs), La Longue Route, Gallimard Jeunesse, coll. « Bandes dessinées hors collection », 344 p.  (ISBN 978-2-0751-4022-5)

### Vidéo
- « Bernard Moitessier, le marin anti Vendée Globe », 16 janvier 2017, archives INA.

### Radio
- Bernard Moitessier, liste des émissions consacrées au navigateur sur Radio France.